# Championnats du monde de lutte 2015
Navigation
Édition précédente Édition suivante
Les championnats du monde de lutte 2015 se déroulent du 7 au 12 septembre 2015 à Las Vegas, aux États-Unis.

## Résultats

### Lutte libre hommes
| Épreuves | Or                         | Argent                 | Bronze                 |
| -------- | -------------------------- | ---------------------- | ---------------------- |
| 57 kg    | Vladimer Khinchegashvili   | Hassan Rahimi          | Erdenebat Bekhbayar    |
| 57 kg    | Vladimer Khinchegashvili   | Hassan Rahimi          | Viktor Lebedev         |
| 61 kg    | Hacı Əliyev                | Batboldyn Nomin        | Vladimir Dubov         |
| 61 kg    | Hacı Əliyev                | Batboldyn Nomin        | Vasyl Shuptar          |
| 65 kg    | Frank Chamizo              | Ixtiyor Navroʻzov      | Soslan Ramonov         |
| 65 kg    | Frank Chamizo              | Ixtiyor Navroʻzov      | Ahmed Sayed Mohammadi  |
| 70 kg    | Magomedrasul Gazimagomedov | Hassan Yazdani Charati | Yakup Gör              |
| 70 kg    | Magomedrasul Gazimagomedov | Hassan Yazdani Charati | James Green            |
| 74 kg    | Jordan Burroughs           | Pürevjavyn Önörbat     | Narsingh Panchav Yadav |
| 74 kg    | Jordan Burroughs           | Pürevjavyn Önörbat     | Aniuar Geduev          |
| 86 kg    | Abdulrashid Sadulaev       | Selim Yaşar            | Sandro Aminashvili     |
| 86 kg    | Abdulrashid Sadulaev       | Selim Yaşar            | Alireza Karimi         |
| 97 kg    | Kyle Snyder                | Abdusalam Gadisov      | Xetaq Qazyumov         |
| 97 kg    | Kyle Snyder                | Abdusalam Gadisov      | Pavlo Oliynyk          |
| 125 kg   | Taha Akgül                 | Camaləddin Məhəmmədov  | Geno Petriashvili      |
| 125 kg   | Taha Akgül                 | Camaləddin Məhəmmədov  | Bilyal Makhov          |

### Lutte gréco-romaine hommes
| Épreuves | Or                    | Argent                | Bronze                   |
| -------- | --------------------- | --------------------- | ------------------------ |
| 59 kg    | Ismael Borrero Molina | Rovshan Bayramov      | Almat Kebispayev         |
| 59 kg    | Ismael Borrero Molina | Rovshan Bayramov      | Yun Won-chol             |
| 66 kg    | Frank Stäbler         | Ryu Han-soo           | Artem Surkov             |
| 66 kg    | Frank Stäbler         | Ryu Han-soo           | Davor Stefanek           |
| 71 kg    | Rəsul Çunayev         | Armen Vardanyan       | Adam Kurak               |
| 71 kg    | Rəsul Çunayev         | Armen Vardanyan       | Zacharias Tallroth       |
| 75 kg    | Roman Vlasov          | Mark Overgaard Madsen | Doszhan Kartikov         |
| 75 kg    | Roman Vlasov          | Mark Overgaard Madsen | Andrew Bisek             |
| 80 kg    | Selçuk Çebi           | Viktor Sasunovski     | Lasha Gobadze            |
| 80 kg    | Selçuk Çebi           | Viktor Sasunovski     | Yousef Ghaderian         |
| 85 kg    | Zhan Beleniuk         | Rustam Assakalov      | Saman Tahmasebi          |
| 85 kg    | Zhan Beleniuk         | Rustam Assakalov      | Habibollah Jomeh Akhlagi |
| 98 kg    | Artur Aleksanyan      | Ghasem Rezaei         | Islam Magomedov          |
| 98 kg    | Artur Aleksanyan      | Ghasem Rezaei         | Dimitri Timchenko        |
| 130 kg   | Rıza Kayaalp          | Mijaín López          | Bilyal Makhov            |
| 130 kg   | Rıza Kayaalp          | Mijaín López          | Oleksandr Chernetskyy    |

### Lutte libre femmes
| Épreuves | Or                        | Argent              | Bronze                      |
| -------- | ------------------------- | ------------------- | --------------------------- |
| 48 kg    | Eri Tōsaka                | Mariya Stadnik      | Jessica Blaszka             |
| 48 kg    | Eri Tōsaka                | Mariya Stadnik      | Geneviève Morrison          |
| 53 kg    | Saori Yoshida             | Sofia Mattsson      | Jong Myong-suk              |
| 53 kg    | Saori Yoshida             | Sofia Mattsson      | Odunayo Folasade Adekuoroye |
| 55 kg    | Helen Maroulis            | Irina Ologonova     | Evelina Nikolova            |
| 55 kg    | Helen Maroulis            | Irina Ologonova     | Tatyana Kit                 |
| 58 kg    | Kaori Ichō                | Petra Olli          | Yuliya Ratkeviç             |
| 58 kg    | Kaori Ichō                | Petra Olli          | Elif Jale Yeşilırmak        |
| 60 kg    | Oksana Herhel             | Tserenchimed Sukhee | Dzhanan Manolova            |
| 60 kg    | Oksana Herhel             | Tserenchimed Sukhee | Leigh Jaynes-Provisor       |
| 63 kg    | Soronzonboldyn Battsetseg | Risako Kawai        | Taybe Yusein                |
| 63 kg    | Soronzonboldyn Battsetseg | Risako Kawai        | Yulia Tkach                 |
| 69 kg    | Natalia Vorobieva         | Zhou Feng           | Aline Focken                |
| 69 kg    | Natalia Vorobieva         | Zhou Feng           | Sara Dosho                  |
| 75 kg    | Adeline Gray              | Zhou Qian           | Vasilisa Marzaliuk          |
| 75 kg    | Adeline Gray              | Zhou Qian           | Epp Mäe                     |